# Maximiliano Correa
Maximiliano Correa (Córdoba, 22 novembre 1989) è un calciatore argentino, centrocampista dell'Argentino (MM).

## Caratteristiche tecniche
È un mediano.

## Carriera
Cresciuto nelle giovanili dell'Instituto (C), ha esordito il 18 giugno 2011 in occasione del match di campionato vinto 1-0 contro l'Independiente Rivadavia.

## Statistiche

### Presenze e reti nei club
Statistiche aggiornate al 28 luglio 2018.
| Stagione         | Squadra          | Campionato       | Campionato | Campionato | Coppe nazionali | Coppe nazionali | Coppe nazionali | Coppe continentali | Coppe continentali | Coppe continentali | Altre coppe | Altre coppe | Altre coppe | Totale | Totale | Totale |
| Stagione         | Squadra          | Comp             | Pres       | Reti       | Comp            | Pres            | Reti            | Comp               | Pres               | Reti               | Comp        | Pres        | Reti        | Pres   | Reti   |        |
| ---------------- | ---------------- | ---------------- | ---------- | ---------- | --------------- | --------------- | --------------- | ------------------ | ------------------ | ------------------ | ----------- | ----------- | ----------- | ------ | ------ | ------ |
| 2010-2011        | Instituto (C)    | BN               | 1          | 0          | CA              | 0               | 0               |                    | -                  | -                  |             | -           | -           | 1      | 0      |        |
| 2011-2012        | Instituto (C)    | BN               | 3          | 0          | CA              | 0               | 0               |                    | -                  | -                  |             | -           | -           | 3      | 0      |        |
| 2012-2013        | Instituto (C)    | BN               | 19         | 0          | CA              | 0               | 0               |                    | -                  | -                  |             | -           | -           | 19     | 0      |        |
| 2013-2014        | Instituto (C)    | BN               | 17         | 0          | CA              | 1               | 0               |                    | -                  | -                  |             | -           | -           | 18     | 0      |        |
| 2014             | Instituto (C)    | BN               | 18         | 0          |                 | -               | -               |                    | -                  | -                  |             | -           | -           | 18     | 0      |        |
| 2015             | Instituto (C)    | BN               | 37         | 0          | CA              | 2               | 0               |                    | -                  | -                  |             | -           | -           | 39     | 0      |        |
| 2016             | Instituto (C)    | BN               | 18         | 1          | CA              | 1               | 0               |                    | -                  | -                  |             | -           | -           | 19     | 1      |        |
| 2016-2017        | Godoy Cruz       | PD               | 16         | 0          | CA              | 2               | 0               | CL                 | 2                  | 0                  |             | -           | -           | 20     | 0      |        |
| 2017-2018        | Instituto (C)    | BN               | 16         | 0          | CA              | 0               | 0               |                    | -                  | -                  |             | -           | -           | 16     | 0      |        |
| Totale Instituto | Totale Instituto | Totale Instituto | 129        | 1          |                 | 4               | 0               |                    | -                  | -                  |             | -           | -           | 133    | 1      |        |
| Totale carriera  | Totale carriera  | Totale carriera  | 145        | 1          |                 | 6               | 0               |                    | 2                  | 0                  |             | -           | -           | 153    | 1      |        |